# Gereonkapelle (Ostbevern)

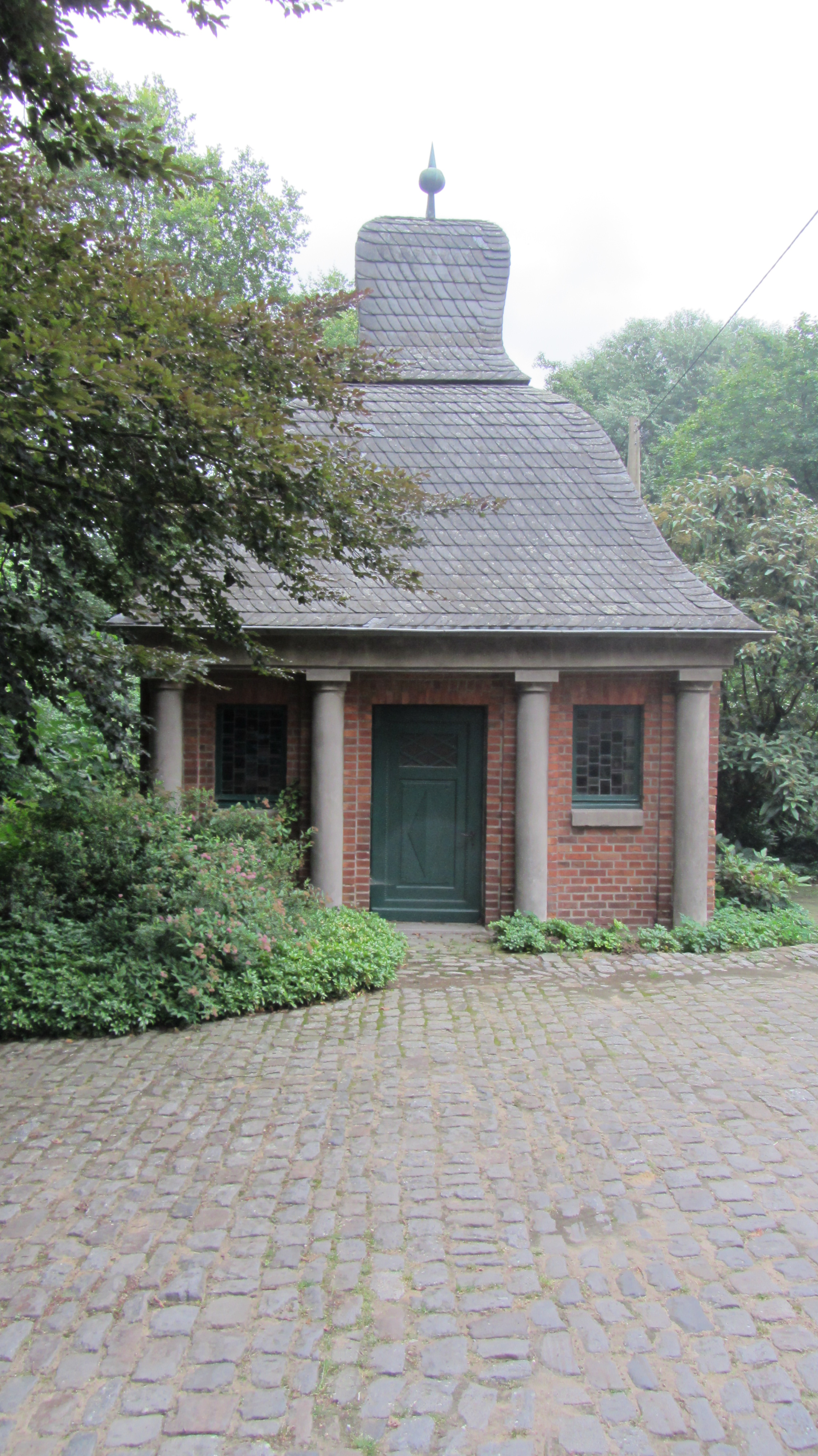
Gereonkapelle

Die Gereonkapelle in Ostbevern wurde als Kapelle für die Reliquie des hl. Gereon 1932 errichtet. Die Kapelle steht seit dem 22. November 2001 unter Denkmalschutz.

## Herkunft
Die Reliquie des heiligen Gereon stammt aus dem Kloster Rengering in Ostbevern. Nach der Auflösung des Klosters kam es in den Besitz der Familie Schulze Althoff, die sich entschloss, 1932 eine Gnadenkapelle auf ihrem Hofgrundstück zu errichten. Die Kapelle steht auf dem Privatgrundstück, ist aber in der Regel zugänglich.

## Beschreibung
Die Kapelle hat einen quadratischen Grundriss von ca. 5 m Seitenlänge. Die Stirnseite wird mit vier dorischen Säulen gestützt. Das Dach ist mit einem Schiefer gedeckten Walmdach versehen, welches mittig in einem haubenartigen Dachreiter mündet. Im Inneren steht eine Gebetsbank und ein schlichter Eichenholzaltar. Das geschnitzte Altarbild zeigt die Anbetung der Hirten. Hinter dem Altarkreuz ist in einem schlichten messingfarbenen Behältnis die Reliquie des Hl. Gereon untergebracht. Auf der Stirnseite steht: Sanct Gereon Ora pro nobis.

## Bilder

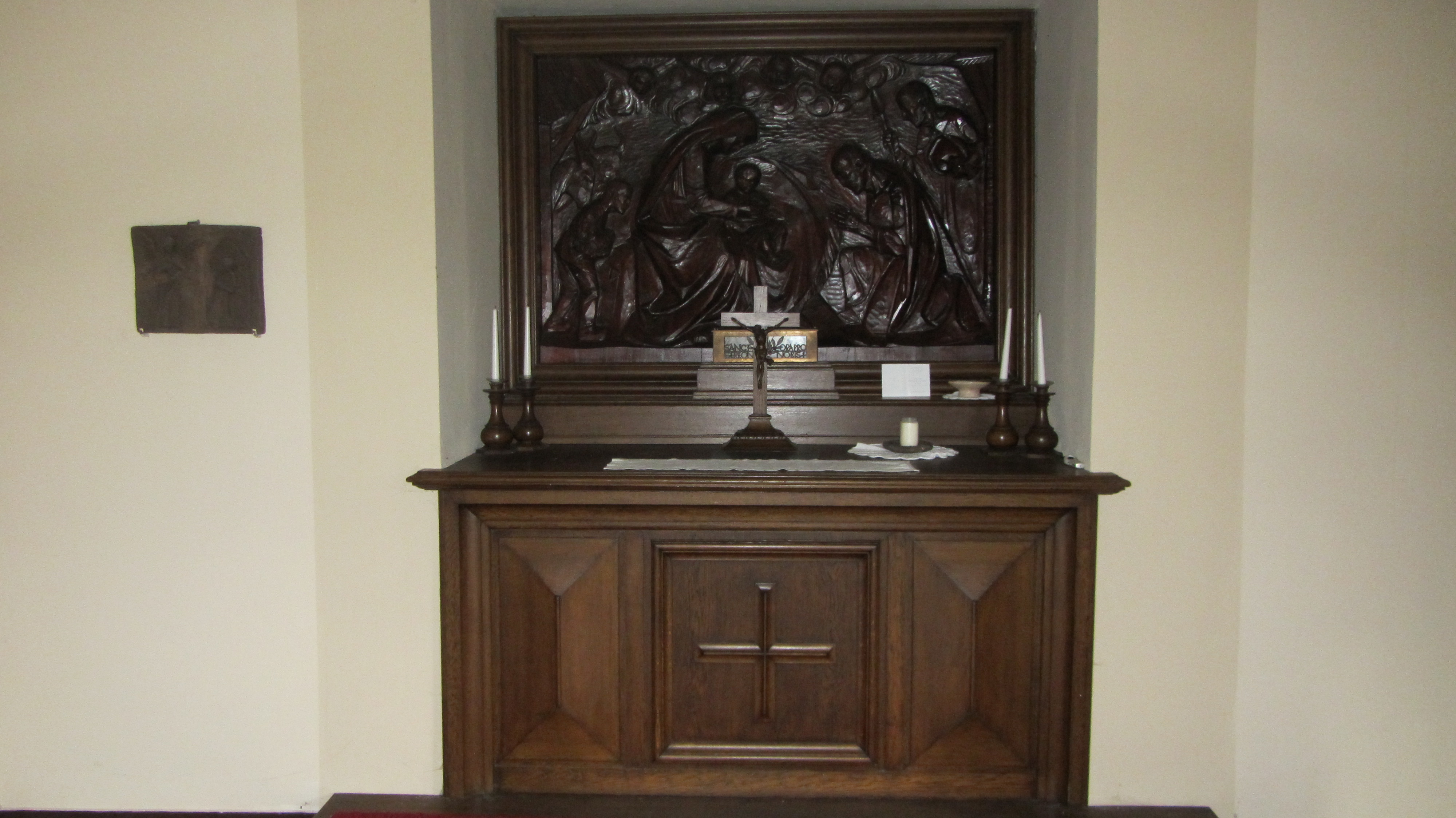
Altar der Geronkapelle
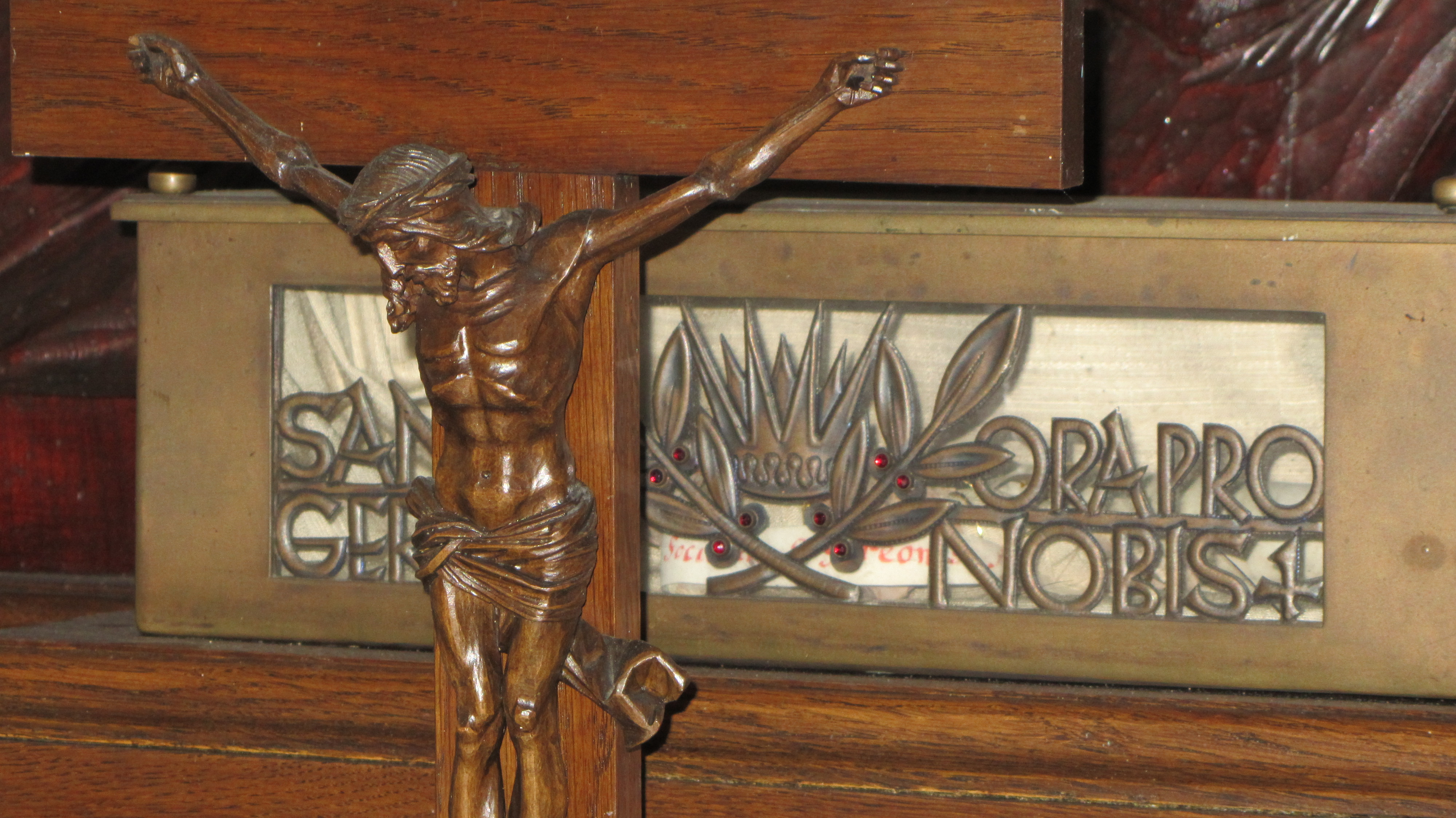
Requilara der Kapelle